# Ma quando arrivano le ragazze?
Pour plus de détails, voir Fiche technique et Distribution.
Ma quando arrivano le ragazze? est un film italien réalisé par Pupi Avati, sorti en 2005.

## Synopsis
Gianca est un saxophoniste de jazz, passionné comme son père, depuis son plus jeune âge. Nick est un jeune talent de la trompette passionné de Clifford Brown.
Les deux se rencontrent, se font des amis et forment un quintette de jazz. Gianca aide le néo-trompettiste Nick à combler ses lacunes techniques.
En peu de temps, cependant, les chemins des deux hommes se séparent : Nick devient un trompettiste célèbre dans le monde entier et Gianca n'évolue pas et nourrit une jalousie légitime envers Nick.

## Fiche technique
- Titre : Ma quando arrivano le ragazze?
- Réalisation : Pupi Avati
- Scénario : Pupi Avati
- Photographie : Pasquale Rachini
- Montage : Amedeo Salfa
- Musique : Riz Ortolani
- Production : Antonio Avati
- Pays d'origine : Italie
- Genre : comédie dramatique
- Date de sortie : 2005

## Distribution
- Claudio Santamaria : Nick Cialfi
- Vittoria Puccini : Francesca
- Paolo Briguglia : Gianca Zanichelli
- Johnny Dorelli : Ludovico Zanichelli
- Eliana Miglio : Mrs. Zanini